# San Giorgio de Ferrara
San Giorgio di Ferrara, consagrada el 1135, és la catedral de Ferrara

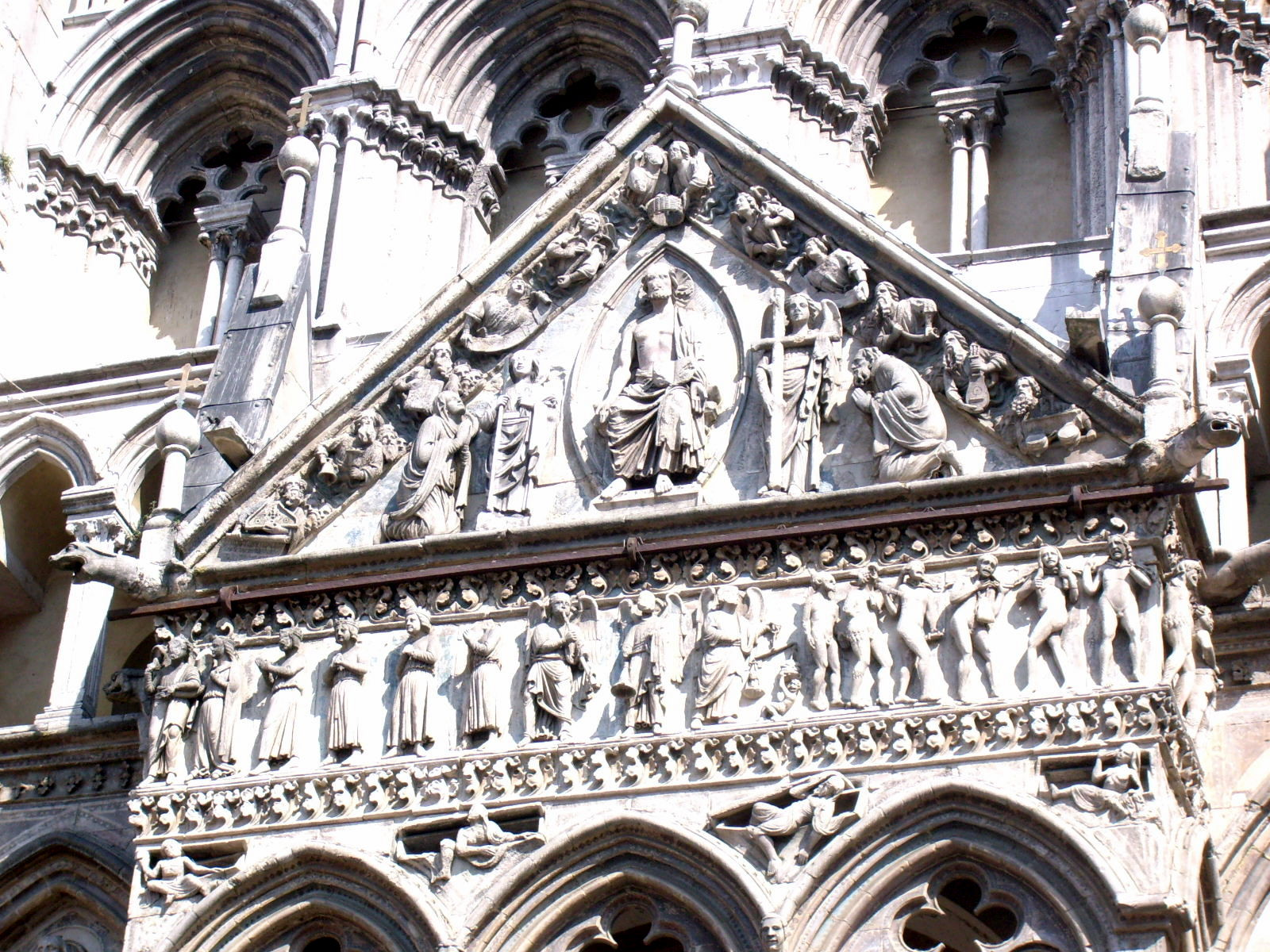
Façana de la catedral

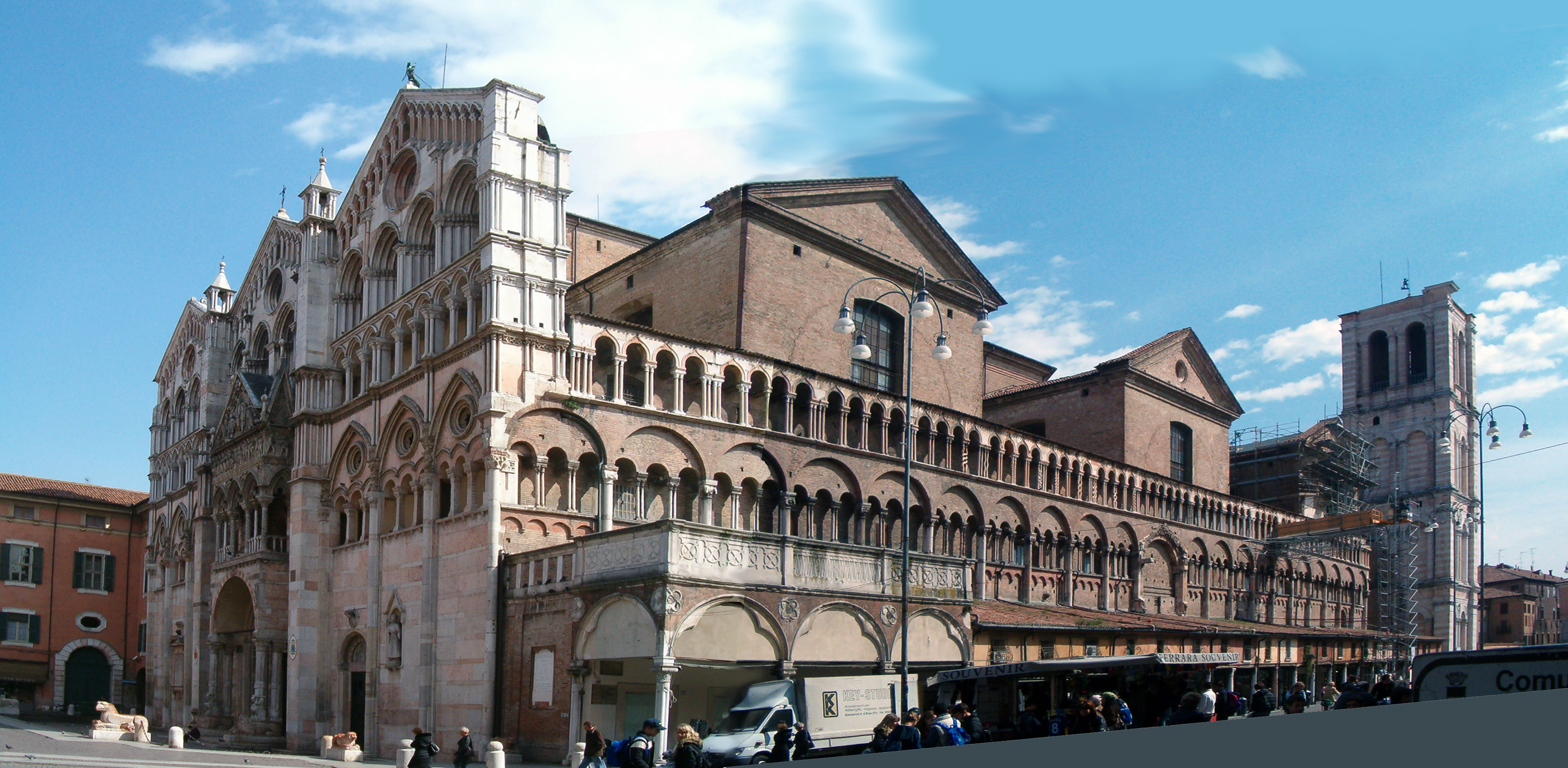
San Giorgio di Ferrara

Quan es va completar la part més baixa de la façana romànica i les façanes laterals el 1135 es va consagrar la catedral. Segons una inscripció ara perduda, l'església fou construïda per Guglielmo II Adelardi (mort 1146), que hi està enterrat.
L'escultura del portal principal és de Nicholaus, esmentat en la inscripció perduda com l'arquitecte de l'església, i és el més notable d'aquesta catedral: representa un extraordinari Judici Final. La part superior de la façana principal, amb arcades ogivals, data del segle xiii i el portal té lleons ajaguts i escultures elaborades a dalt. L'interior es va restaurar en estil barroc el 1712. Com a resultat d'aquesta restauració es va tancar la «Porta del Mesi», imponent entrada pel flanc sud, les decoracions externes de la qual havien estat definitivament tretes el 1717.
Hi queden les «formelle dei mesi», que donaven el nom a la porta, i que es conserven al del museu de la catedral, i els hipogrifs de fora, que aguantaven les columnes del portal i que ara són al frontal de la catedral. El campanar, en l'estil del renaixement, data de 1451-1493, però l'última planta es va afegir al final del segle xvi, però tanmateix queda incomplet. El seu plànol s'atribueix a Leon Battista Alberti, tot i que aquesta atribució no és segura.

## Galeria

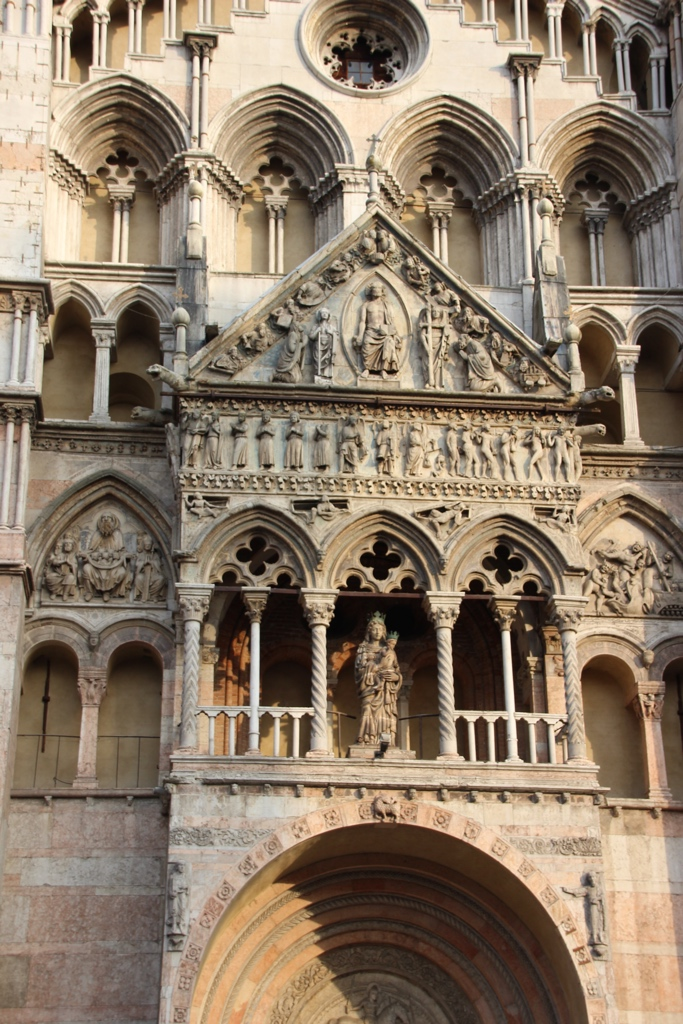
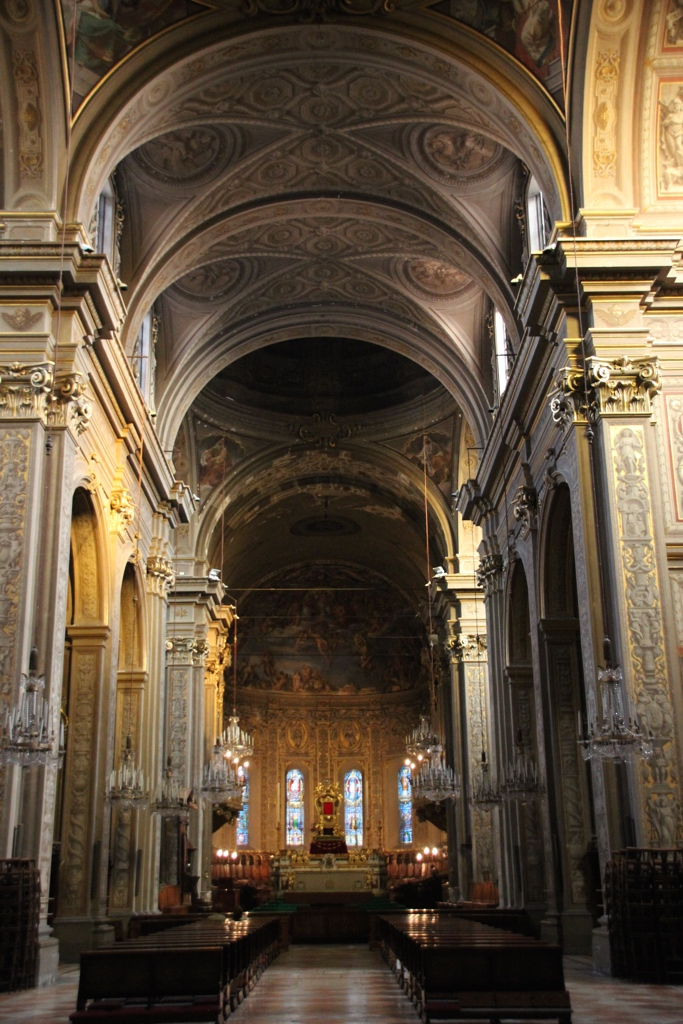
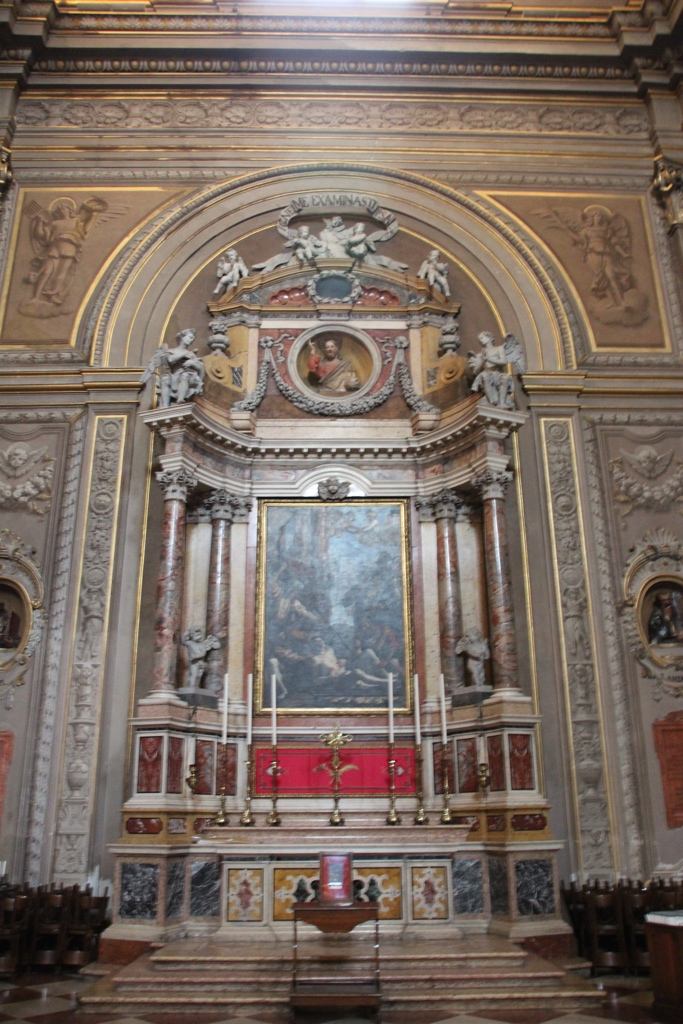
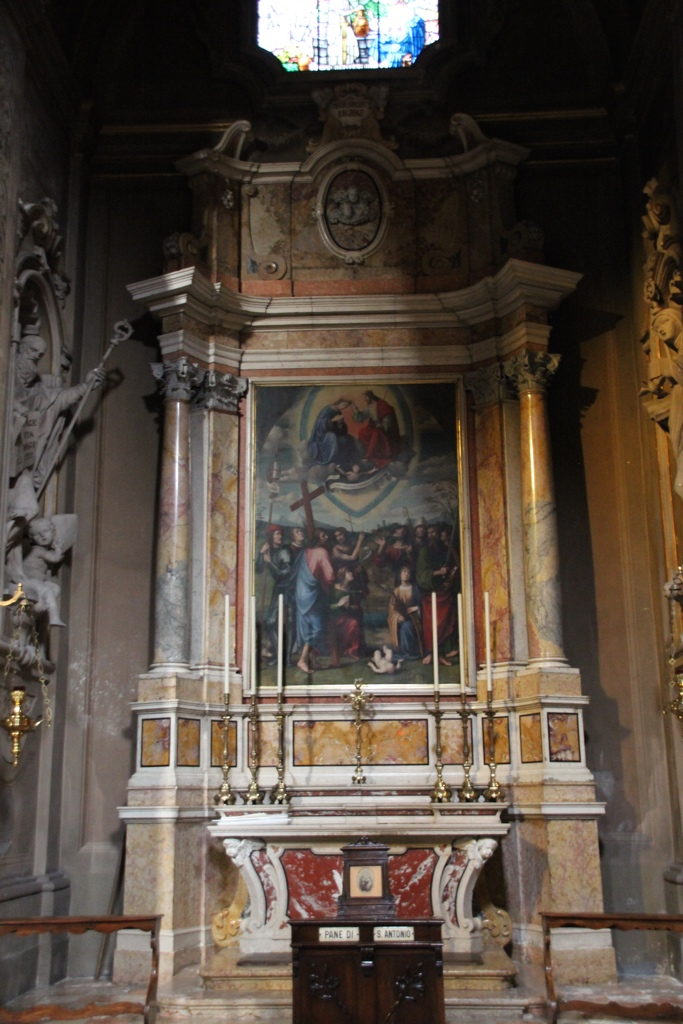
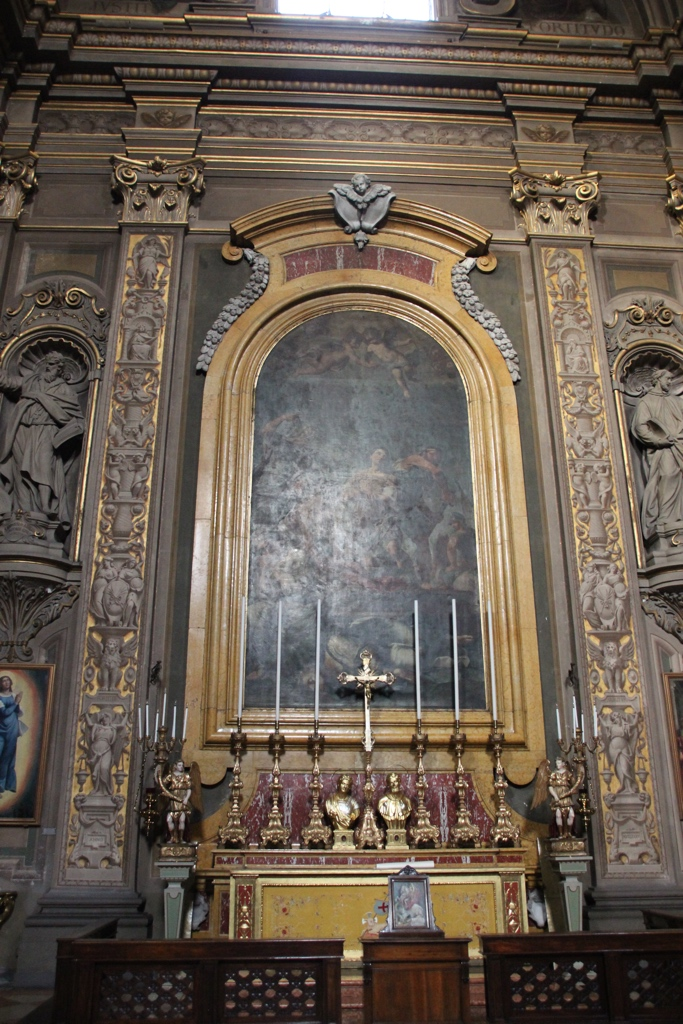
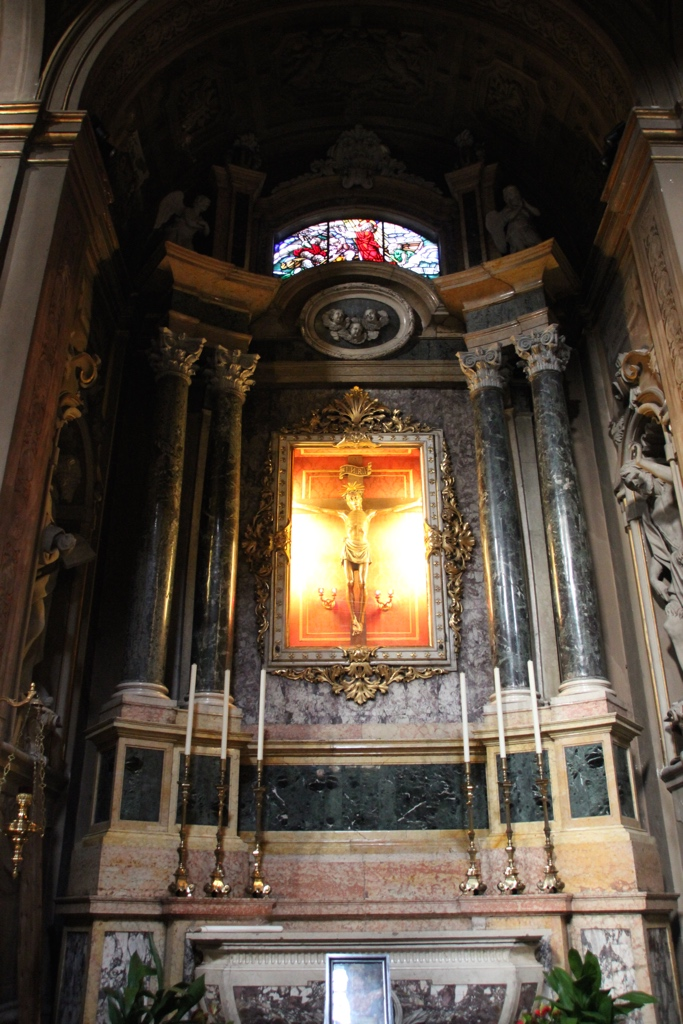